# Sarton
Sarton ist eine französische Gemeinde mit 187 Einwohnern (Stand 1. Januar 2022) im Arrondissement Arras des Départements Pas-de-Calais. Sie liegt im Kanton Avesnes-le-Comte und ist Mitglied des Kommunalverbandes Campagnes de l’Artois.
| Orville            |         | Thièvres, Thièvres (Somme) |
|                    | Kompass |                            |
| Beauquesne (Somme) |         | Marieux (Somme)            |

## Sehenswürdigkeiten

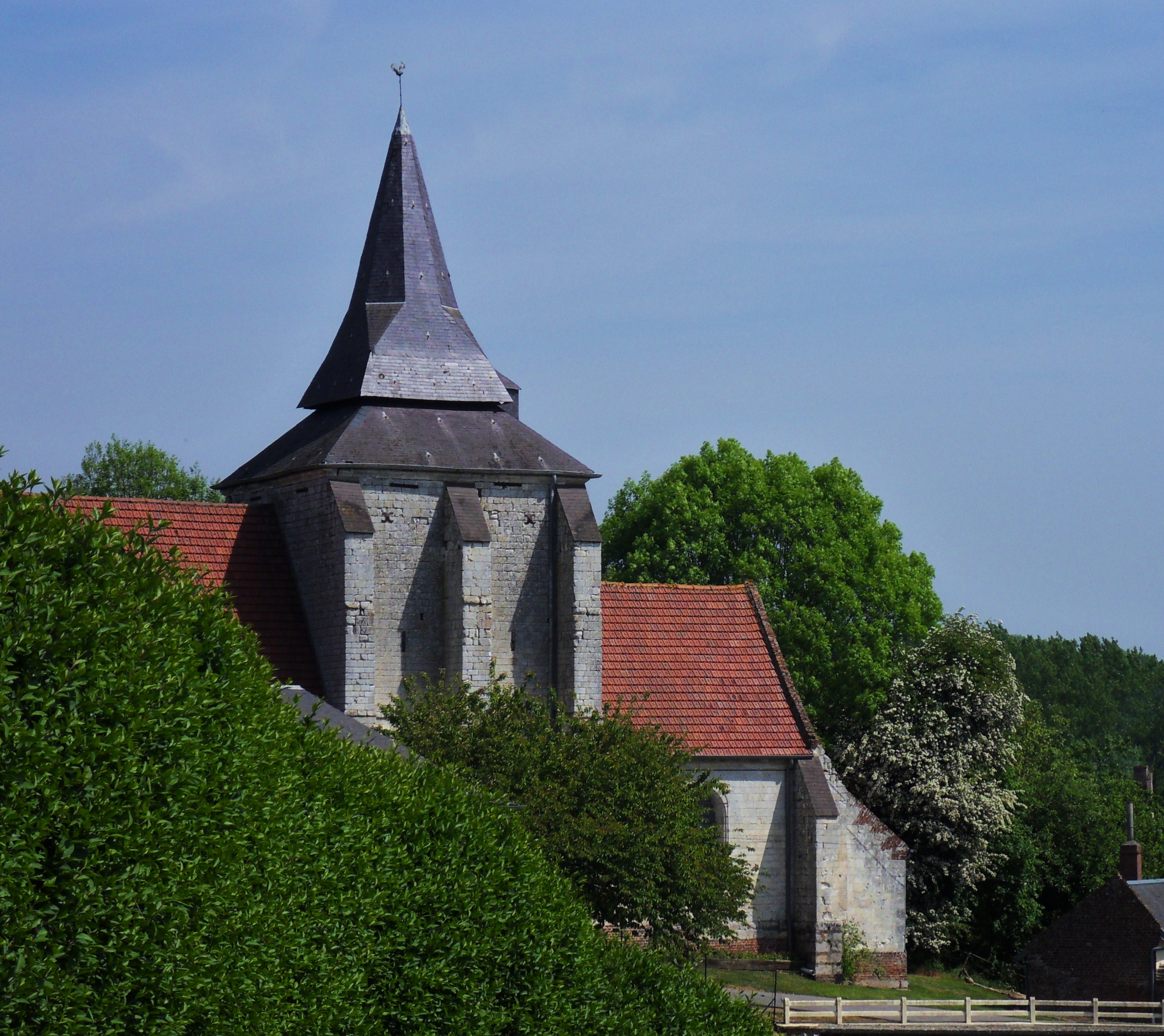
Kirche Notre-Dame